# Bučina (857 m)
Bučina (857 m) – szczyt w Rudawach Słowackich (Slovenské rudohorie). W regionalizacji słowackiej zaliczany jest do Pogórza Rewuckiego (Revucká vrchovina). Wznosi się w długim, południowo-wschodnim grzbiecie szczytu Veľký Radzim (991 m). Grzbiet ten poprzez sedlo Hora oraz szczyty  Spúšťadlo (860 m), Bučina i wierzchołki 664 m, 656 m i 618 m biegnie aż do miejscowości Nižná Slaná, gdzie opada w widły rzeki Slaná i potoku o nazwie Kobeliarovský potok odwadniających cały ten grzbiet.
Bučina jest jednym z najwyższych szczytów Pogórza Rewuckiego. Jest całkowicie porośnięta lasem, głównie bukowym. Nie prowadzi przez nią żaden szlak turystyczny.